# Lijst van hoogste gebouwen van Rotterdam
In deze lijst staan de hoogste gebouwen van Rotterdam. Rotterdam is bekend als dé hoogbouwstad van Nederland. Reeds in 1928 had men al een idee hoe hoogbouw in de toekomst er uit zou zien, zoals blijkt uit de voorkant van de krant Groot Rotterdam van juli 1928. In het in de Tweede Wereldoorlog verwoeste centrum zijn veel hoge kantoor- en woontorens gebouwd. Bij de revitalisering van de oude havengebieden wordt vaak gebruikgemaakt van hoge woon- en kantoortorens. De Zalmhaventoren is met 215 meter de hoogste woontoren van Nederland.
Op dit moment zijn er twee gebouwen in ontwikkeling die hoger dan de Zalmhaventoren moeten worden: RISE (286 meter) en Codrico (220 meter). Andere hoogbouwprojecten, zoals de Schiekadetoren (200 meter), Hart010 (200 meter), Weena Zuid (200 meter) en De Sax (182 meter), zijn in ontwikkeling. In de plannen voor de Rijnhaven zijn zes torens mogelijk waarvan twee van 200 en 250 meter.

## Wolkenkrabbers
|    | Naam                                   | Hoogte   | Voltooid | Verdiepingen | Afbeelding |
| -- | -------------------------------------- | -------- | -------- | ------------ | ---------- |
| 1  | Zalmhaventoren                         | 215 m    | 2022     | 62           |            |
| 2  | Maastoren                              | 164,75 m | 2009     | 44           |            |
| 3  | New Orleans                            | 158,36 m | 2010     | 45           |            |
| 4  | Cooltoren                              | 154 m    | 2022     | 50           |            |
| 5  | Delftse Poort                          | 151,35 m | 1992     | 41           |            |
| 6  | De Rotterdam                           | 151 m    | 2013     | 44           |            |
| 7  | Millenniumtoren                        | 149 m    | 2000     | 34           |            |
| 8  | Montevideo                             | 139,5 m  | 2005     | 43           |            |
| 9  | FIRST Rotterdam                        | 128 m    | 2015     | 31           |            |
| 10 | The Red Apple                          | 127,10 m | 2009     | 40           |            |
| 11 | World Port Center                      | 124 m    | 2001     | 32           |            |
| 12 | Erasmus MC                             | 120,00 m | 2012     | 30           |            |
| 13 | Erasmus MC                             | 114,27 m | 1969     | 27           |            |
| 14 | CasaNova                               | 110 m    | 2022     | 35           |            |
| 15 | Waterstadtoren                         | 109,37 m | 2004     | 35           |            |
| 16 | Terraced Tower                         | 107 m    | 2021     | 34           |            |
| 17 | Up:Town                                | 107 m    | 2019     | 34           |            |
| 18 | Five55 (voormalig: Blaak Office Tower) | 106,90 m | 1996     | 30           |            |
| 19 | Weenatoren                             | 106,20 m | 1990     | 31           |            |
| 20 | Clubhouse de Boompjes                  | 106 m    | 2025     | 31           |            |
| 21 | De Coopvaert                           | 105,79 m | 2006     | 31           |            |
| 22 | 100Hoog                                | 105,00 m | 2013     | 33           |            |
| 23 | Weenacenter                            | 104,00 m | 1990     | 34           |            |
| 24 | De Hoge Heren (1)                      | 102,00 m | 2000     | 34           |            |
| 25 | De Hoge Heren (2)                      | 102,00 m | 2000     | 34           |            |
| 26 | Schielandtoren                         | 101,00 m | 1996     | 33           |            |
| 27 | Oosterbaken                            | 99,00 m  | 2007     | 33           |            |
| 28 | Pegasustoren                           | 98,00 m  | 2002     | 32           |            |
| 29 | Toren op Zuid                          | 96,50 m  | 2000     | 25           |            |
| 30 | Willemswerf                            | 95,00 m  | 1988     | 24           |            |
| 31 | Hofpoort                               | 95,00 m  | 1976     | 27           |            |
| 32 | Robecotoren                            | 95,00 m  | 1991     | 22           |            |
| 33 | Beurs World Trade Center Rotterdam     | 93,00 m  | 1987     | 23           |            |
| 34 | Cité                                   | 86,00 m  | 2010     | 26           |            |
| 35 | Harbour Village Rotterdam (1)          | 85,00 m  | 2003     | 28           |            |
| 36 | Koninginnetoren                        | 78,00 m  | 2001     | 26           |            |
| 37 | Parktoren                              | 76,00 m  | 2009     | 24           |            |
| 38 | Gebouw de Maas                         | 75,00 m  | 1988     | 22           |            |
| 39 | Westerlaantoren                        | 75,00 m  | 2012     | 19           |            |
| 40 | Coolse Poort                           | 74,00 m  | 1979     | 21           |            |
| 41 | The Muse                               | 74,00 m  | 2019     | 23           |            |
| 42 | OurDomain Rotterdam Blaak              | 73,00    | 2021     | 24           |            |
| 43 | Poort van Zuid (1993)                  | 73,00    | 1993     | 24           |            |
| 44 | Poort van Zuid (1994)                  | 73,00    | 1994     | 24           |            |
| 45 | Hoge Maas                              | 72,00    | 2001     | 24           |            |
| 46 | Harbour Village Rotterdam              | 70,00 m  | 2003     | 24           |            |
| 47 | B'Tower                                | 69,70    | 2012     | 19           |            |

## Toekomstige hoge gebouwen
| Naam                              | Hoogte                                  | Oplevering | Architect                         | Status          |
| --------------------------------- | --------------------------------------- | ---------- | --------------------------------- | --------------- |
| Rise                              | 286m 163m 147m                          | onbekend   | Powerhouse Company                | In ontwikkeling |
| Masterplan Rijnhaven              | 250m + 200m + 180m + 180m + 120m + 120m | onbekend   | onbekend                          | In ontwikkeling |
| Codrico                           | 220m                                    | onbekend   | SHoP Architects                   | In ontwikkeling |
| Schiekadeblok                     | 200m                                    | onbekend   | onbekend                          | In ontwikkeling |
| Hart 010                          | 200m                                    | onbekend   | Mecanoo                           | In ontwikkeling |
| Kruiskade Weena                   | 200m + 150m                             | onbekend   | Miss Clark / De Mannen van Schuim | In ontwikkeling |
| The Sax                           | 182m + 107m                             | 2027       | MVRDV                             | In ontwikkeling |
| Conradstraat Tower                | 180m                                    | onbekend   | onbekend                          | In ontwikkeling |
| Baan Tower                        | 159m                                    | 2026       | Powerhouse Company                | In aanbouw      |
| Post Rotterdam                    | 155m                                    | 2026       | ODA Architecture                  | In aanbouw      |
| Lumièretoren                      | 153m                                    | onbekend   | KAAN Architecten                  | In ontwikkeling |
| Tree House                        | 130m                                    | 2024       | PLP Architecture/ZUS              | In ontwikkeling |
| Porter House                      | 130m                                    | 2027       | DEDRIE Architecten                | In aanbouw      |
| The Modernist (Weenapoint fase 3) | 125m + 70m                              | 2026       | MVRDV                             | In aanbouw      |
| Pompenburg                        | 125m + 115m + 70m + 70m                 | 2025       | Studioninedots                    | In ontwikkeling |
| Strevelsweg                       | 111m                                    | onbekend   | onbekend                          | In ontwikkeling |
| Marten Meesweg 51                 | 110m                                    | 2025       | Team Juli Ontwerp                 | In ontwikkeling |
| Herontwikkeling Havenziekenhuis   | 110m + 70m                              | 2025       | Mecanoo                           | In ontwikkeling |
| DOWNTOWN                          | 75m                                     | 2023       | OZ Architect                      | In aanbouw      |
| Piekstraat                        | 73m                                     | Onbekend   | KCAP                              | In aanbouw      |
| De Maasbode                       | 70m                                     | 2024       | van Bergen Kolpa Architecten      | In aanbouw      |
| Rotta Nova                        | 69m                                     | 2025       | Van Dongen-Koschuch               | In aanbouw      |